# Jeremy Silva
Jeremy Nicolás Silva González (Santiago, Chile; 8 de febrero de 2001) es un futbolista profesional chileno que se desempeña como Mediocampista y juega en Deportes Colina de la Tercera División A de Chile.

## Trayectoria
Canterano de la Unión Española, donde llegó con sólo 12 años. Jugó como lateral hasta la Sub-14, pasando en la Sub-15 a jugar de volante. El 9 de febrero de 2020, debutó profesionalmente, ingresando desde la banca para jugar 10 minutos ante Palestino. En el segundo semestre de 2020, fue cedido a Independiente de Cauquenes de la Segunda División Profesional, donde anotó un gol.
En 2021 estuvo cedido en Fernández Vial de la Primera B chilena.
Es refuerzo del club Deportes Colina desde 2024.

## Estadísticas
| Club                               | Div.             | Temporada        | Liga  | Liga  | Copas Nacionales | Copas Nacionales | Torneos Internacionales | Torneos Internacionales | Total | Total |
| Club                               | Div.             | Temporada        | Part. | Goles | Part.            | Goles            | Part.                   | Goles                   | Part. | Goles |
| ---------------------------------- | ---------------- | ---------------- | ----- | ----- | ---------------- | ---------------- | ----------------------- | ----------------------- | ----- | ----- |
| Unión Española · Chile             | 1ª               | 2020             | 1     | 0     | —                | —                | —                       | —                       | 1     | 0     |
| Independiente de Cauquenes · Chile | 3ª               | 2020             | 17    | 1     | —                | —                | —                       | —                       | 17    | 1     |
| Independiente de Cauquenes · Chile | Total club       | Total club       | 17    | 1     | 0                | 0                | 0                       | 0                       | 17    | 1     |
| Fernández Vial · Chile             | 2ª               | 2021             | 4     | 0     | 6                | 0                | —                       | —                       | 10    | 0     |
| Fernández Vial · Chile             | Total club       | Total club       | 4     | 0     | 6                | 0                | 0                       | 0                       | 10    | 0     |
| Unión Española · Chile             | 1ª               | 2022             | 0     | 0     | 0                | 0                | 1                       | 0                       | 1     | 0     |
| Unión Española · Chile             | 1ª               | 2023             | 4     | 0     | 1                | 0                | 0                       | 0                       | 5     | 0     |
| Unión Española · Chile             | Total club       | Total club       | 4     | 0     | 1                | 0                | 1                       | 0                       | 6     | 0     |
| Total en carrera                   | Total en carrera | Total en carrera | 26    | 1     | 7                | 0                | 1                       | 0                       | 34    | 1     |
| 1. 2. 3.                           |                  |                  |       |       |                  |                  |                         |                         |       |       |